# Calibrachoa
Calibrachoa, je biljni rod iz porodice pomoćnica smješten u tribus Petunieae, dio novopriznate potporodice Petunioideae. Sastoji se od 28 južnoameričkih vrsta vazdazelenih polugrmova i grmova, od kojih se jedna vrsta nalazi i u Sjevernoj i u Južnoj Americi, C. parviflora.
Rod je dobio ime u čast meksičkog botaničara i farmakologa Antonija de la Cal y Bracho (1766.-1833.).  Opisan je u Novorum Vegetabilium Descriptiones 2: 3. 1825.

## Vrste
1. Calibrachoa atropurpurea Stehmann & Semir
2. Calibrachoa caesia (Sendtn.) Wijsman
3. Calibrachoa calycina (Sendtn.) Wijsman
4. Calibrachoa cordifolia Stehmann & L. W. Aguiar
5. Calibrachoa dusenii (R. E. Fr.) Stehmann & Semir
6. Calibrachoa eglandulata Stehmann & Semir
7. Calibrachoa elegans (Miers) Stehmann & Semir
8. Calibrachoa ericifolia (R. E. Fr.) Wijsman
9. Calibrachoa excellens (R. E. Fr.) Wijsman
10. Calibrachoa felipponei (Sandwith) Stehmann
11. Calibrachoa heterophylla (Sendtn.) Wijsman
12. Calibrachoa humilis (R. E. Fr.) Stehmann & Semir
13. Calibrachoa irgangiana Stehmann
14. Calibrachoa linoides (Sendtn.) Wijsman
15. Calibrachoa longistyla Stehmann & Greppi
16. Calibrachoa micrantha (R. E. Fr.) Stehmann & Semir
17. Calibrachoa missionica Stehmann & Semir
18. Calibrachoa paranensis (Dusén) Wijsman
19. Calibrachoa parviflora (Juss.) D' Arcy
20. Calibrachoa pubescens (Spreng.) Stehmann
21. Calibrachoa pygmea (R. E. Fr.) Wijsman
22. Calibrachoa scabridula (C. V. Morton) Stehmann
23. Calibrachoa sellowiana (Sendtn.) Wijsman
24. Calibrachoa sendtneriana (R. E. Fr.) Stehmann & Semir
25. Calibrachoa serrulata (L. B. Sm. & Downs) Stehmann & Semir
26. Calibrachoa spathulata (L. B. Sm. & Downs) Stehmann & Semir
27. Calibrachoa synanthera Stehmann & G. Mäder
28. Calibrachoa thymifolia (A. St.-Hil.) Stehmann & Semir

## Vanjske poveznice
- Calibrachoa